# 고건우
고건우(高漧禑, 1980년 7월 31일 ~ )는 대한민국의 은퇴한 축구 선수이다. 파괴력 있는 강력한 몸싸움과 높은 타점의 헤딩력이 강점이다. 또 큰 키에 비해 스피드와 발기술이 좋다. 고기구(高基衢)라는 이름으로 활약하였으며 현재의 이름인 고건우으로 개명하였다.

## 축구인 생활

### 선수 생활
2003년 내셔널리그의 대전 한국수력원자력에 입단하면서 커리어를 시작했다. 2003년 11월 2일에 열린 인천 한국철도 축구단과의 경기에서 대전 입단 후 첫 골을 넣었다.
2004년 부천 SK에 입단하며 프로 무대에 진출했다. 그 해 FA컵 준우승에 공헌하였다. 2006년 김상록과의 맞트레이드로 포항 스틸러스로 이적하여, 그 해 9골을 기록하며 팀의 상승세를 이끌었고 그해 공격수 부분 베스트11 수상하였고, 2007년 K-리그 우승, 2007년 FA컵 준우승에 공헌하였다.
2008년 전남 드래곤즈로 이적했다. 2009년 1월 슈퍼리그 그리스의 스코다 크산티 FC로의 이적을 추진하였으나 연봉 문제로 인하여 무산되었고, 7월 러시아 프리미어리그의 FC 힘키로의 이적을 추진하였으나 세부적인 계약문제로 무산되였다. 고기구는 2009 시즌 전남에서 리그, 컵대회 총 12경기를 뛰었다.
2010년 포항 스틸러스로 재영입되었으며, 2010 K-리그 전반기에 7경기에 출전하여 1골을 성공시켰다.
7월, 대전 시티즌으로 6개월 간 임대 이적하였다.
2011년 대전 한국수력원자력으로 복귀하였다. 2011년 내셔널리그에서 외국인선수를 제외하고 최고 연봉을 받은 것으로 알려졌다. 2011년 4월 16일에 열린 안산 할렐루야와의 경기에서 멀티골을 기록하며 팀의 3-2 승리를 이끌었다.

### 국가 대표 생활
2008년 2월 17일 동아시아 축구선수권대회에서 중국과의 경기로 A매치 데뷔전을 치렀다.
이후 2010년 남아공 월드컵 3차예선까지 뛰었다

## 경력

### 선수 경력
- 2003년 대전 한국수력원자력
- 2004년 ~ 2005년 부천 SK
- 2006년 ~ 2007년 포항 스틸러스
- 2008년 ~ 2009년 전남 드래곤즈
- 2010년 포항 스틸러스
- 2010년 대전 시티즌 (임대)
- 2011년 ~ 2012년 대전 한국수력원자력
- 2013년 옌볜 창바이후
- 2014년 TOT SC
- 2008년 동아시아 국가대표
- 2010년 남아공 월드컵대표 3차예선

### 클럽

#### 포항 스틸러스
- K-리그 우승 1회 (2007년)
- FA컵 준우승 1회 (2007년)

#### 전남 드래곤즈
- 리그컵 준우승 1회 (2008년)